# اگه می‌تونی خیانت کن
اگه می‌تونی خیانت کن (کره‌ای: 바람피면 죽는다) یک مجموعهٔ تلویزیونی کره جنوبی سال ۲۰۲۰ با بازی چو یئو جئونگ، گو جون، یون‌وو، کیم یونگ ده و کیم یه-وون است. این مجموعه به کارگردانی کیم هیونگ سوک و نویسندگی لی سونگ مین است و داستان کانگ یو جو، رمان‌نویسی را دنبال می‌کند که در یادداشتی برای همسرش که وکیل طلاق است نوشته‌است: «اگه خیانت کنی، می‌میری». این مجموعه از ۲ دسامبر ۲۰۲۰ تا ۲۸ ژانویه ۲۰۲۱، روزهای چهارشنبه و پنجشنبه ساعت ۲۱:۳۰ (کی‌اس‌تی) از کی‌بی‌اس۲ برای ۱۶ قسمت پخش شد.

## بازیگران

### اصلی
- چو یئو جئونگ در نقش کانگ یو جو، رمان‌نویس[۵]
- گو جون در نقش ها وو سونگ، همسر کانگ یو جو و یک وکیل طلاق[۶]
- کیم یونگ ده در نقش چا سو هو[۷]
- یون‌وو در نقش گو می ره